# Драгомир Вукобратовић
Драгомир Вукобратовић (Карловац, 12. јуна 1988) српски је фудбалер.

## Каријера
Вукобратовић је прошао омладинску школу фудбалског клуба Војводина из Новог Сада, где је такође отпочео своју професионалну каријеру. Дрес тог клуба носио је до лета 2008. године, а у међувремену је био и на шестомесечној позајмици у екипи Вождовца. Вукобратовић је, затим, потписао за београдску Црвену звезду, а шест месеци касније уступљен је екипи Инђије, до краја такмичарске 2008/09. сезоне у Првој лиги Србије. Као члан те екипе, Вукобратовић је 2009. године добио позив у студентску репрезентацију Србије, за Летњу универзијаду у Београду. Након годину дана проведених у бањалучком Борцу, Вукобратовић се у Инђију вратио 2010. године и са клубом се такмичио у Суперлиги Србије током сезоне 2010/11. Он је касније опочео вишегодишњу инострану каријеру, током које је наступао за Газовик Оренбург, Сункар, Металург-Кузбас Новокузњецк, Левадију Талин, односно Осијек. У српски фудбал вратио се почетком 2016, када је приступио ОФК Београду, али је лета исте године потипсао за пољски клуб, Горњик Лечну. Током пролећа 2018. играо је за Радник из Сурдулице, док је током летњег прелазног рока исте године прешао у новосадски Пролетер.

## Трофеји и награде

### Екипно
Борац Бања Лука
- Куп Босне и Херцеговине: 2009/10.

Левадија Талин
- Меистрилига: 2014.
- Куп Естоније: 2013/14.